# Dorette Berthoud
Dorette Berthoud (* 28. April 1888 in Neuenburg NE; † 10. Januar 1975 ebenda) war eine Schweizer Schriftstellerin französischer Sprache.  

## Leben
Dorette Röthlisberger besuchte Schulen in Neuenburg und studierte Literatur an der Sorbonne. 1908 heiratete sie den späteren Bankier Jacques Louis Berthoud. Ab 1930 veröffentlichte sie Romane, von denen mehrere ins Deutsche übersetzt wurden, und Studien zur Kunst- und Literaturgeschichte.
Am 10. Januar 1975 verstarb sie im Alter von 86 Jahren in ihrer Geburtsstadt Neuenburg NE.

## Werke (Auswahl)

### Romane
- Le tambour roula. Histoire du capitaine Jean-Jacques Bourgeois. Roman historique. Payot, Lausanne 1931.
  - Die Trommel schlug ... Historischer Roman. Francke, Bern 1935.
- Faillir. Roman. Redier, Paris 1933.
  - Verspielt. Schweizer Druck- und Verlagshaus, Zürich 1944. (übersetzt von Elsa M. Hinzelmann)
- L’Onguent vert. Roman. 1937.
- Vivre comme on pense de l’une à l’autre guerre. Roman. Payot, Lausanne 1939.
  - So leben, wie man denkt. Roman. Rentsch, Zürich 1943.
- Vers le silence. Roman. Delachaux et Niestlé, Paris 1948.
- Les grandes Personnes. Roman. La Baconnière, Boudry 1954.
  - Mein töricht Herz. Roman. Schweizer Druck- und Verlagshaus, Zürich 1957. (übersetzt von Elsa M. Hinzelmann)

### Weitere Werke
- César d’Ivernois ou le poète enjoué. Éditions Spes, Lausanne 1932.
- Vie du peintre Leopold Robert. La Baconniere, Neuenburg NE 1935.
  - (deutsch) Léopold Robert, ein Künstlerleben der Romantik. Rascher, Zürich 1944. (übersetzt von Werner Johannes Guggenheim)
- La Peinture française d’aujourd’hui. Paris 1937.
- La seconde Madame Benjamin Constant d’après ses lettres. Payot, Lausanne 1943. (über Charlotte von Hardenberg, 1769–1845)
- Constance et grandeur de Benjamin Constant. Payot, Lausanne 1944.
- Les Indiennes neuchâteloises. La Baconniere, Neuenburg NE 1951.
- Davila, fils de Liszt ? Sa vie, son oeuvre, le secret de ses origines d’après ses lettres, les documents réunis par sa fille, la générale Perticari, et quelques sources nouvelles. La Baconniere, Neuenburg NE 1956.
- Le général et la romancière. 1792–1798. Épisodes de l’émigration française en Suisse d’après les lettres du général de Montesquiou à Mme de Montolieu. Éditions de la Baconnière, Neuenburg 1959.
- Louis Spiro, le pasteur et le guide. Payot, Lausanne 1966.
- Cilette Ofaire. Editions de la Baconnière, Neuchâtel 1969.